# Ketil Solvik-Olsen
Ketil Solvik-Olsen, född 14 februari 1972 i Time i Rogaland, är en norsk politiker inom Fremskrittspartiet. Från 26 maj 2013 har han varit andre vice partiledare. Från 16 oktober 2013 till 31 augusti 2018 var han trafikminister i Regeringen Solberg. Han var ledamot av Stortinget för Rogaland 2005-2013, och är stortingsersättare sedan 2013, senast omvald för mandatperioden 2017-2021. Från oktober 2011 var han Fremskrittspartiets finanspolitiska talesman.